# Ishtar Terra
Ishtar Terra är en av de två huvudhöglanden på planeten Venus. Den är den mindre av dess två "kontinenter", och befinner sig på den norra hemisfären nordpolen. Den är namngiven efter den akkadiska gudinnan Istar
Storleken på detta område är i runda drag mellan Australien och USA. På dess östra spets ligger den stora bergskedjan Maxwell Montes, vilken är 11 km hög, då är den alltså ungefär 3 km högra än Mount Everest's 8.8 km. På den ena sidan av denna bergskedja ligger det en stor nedslagskrater med en diameter på 100 km fylld med lava.
Det finns fyra stora bergskedjor i Ishtar Terra: Maxwell Montes, Frejya Montes, Akna Montes och Danu Montes. 